# باغ ايرين (خبر بافت)
باغ ایرین (بالفارسية: باغ ایرین) هي قرية تقع في إيران في Khabar Rural District.